# Саббия (долина)

Саббия (итал. Valle Sabbia) — вторая по величине из трёх долин провинции Брешиа в итальянской области Ломбардия.

## География
Физически она является одним целым с долиной Кьезе. Она ограничена озером Гарда с востока, долиной Тромпия с запада, Джудикарие на севере и рекой По на юге. Площадь — 600 км². Через долину протекает река Кьезе.